# Споменик Томи Здравковићу у Скадарлији
Споменик Томи Здравковићу налази се у боемској четврти Скадарлија, на адреси у Улици Скадарској 28. Дело је академске вајарке Катарине Трипковић.
Постављен је 2. октобра 2023. године, а посвећен Томи Здравковићу, југословенском и српском певачу народне музике, композитору и песнику.

## Опште информације
Расим Љајић, истакао је да је дана 30. септембра 2021. године на годишњицу Здравковићеве смрти поднешена иницијатива Управи града Београда о подизању споменика Здравковићу, коју је потписало неколико хиљада грађана.
У Скадарлији је постојало неколико места где је било могуће поставити споменик Здравковићу, а локација у Скадарској испред броја 28 је она око које смо сви усагласили своје ставове, истакао је члан београдског Градског већа Игор Мушић.
Споменик је постављен поводом три деценије од смрти певача, откривен је 2. октобра 2023. године којем су присуствовали Здравковићева кћерка из првог брака Жаклина, супруга Гордана, Александар Шапић и подносилац иницијативе за прављење овог споменика, Расим Љајић.
Направљен је од бронзе, са постаментом је висине око 2 метра, док је споменик у природној величини, висине 180 цм. Изливен је у најстаријој београдској ливници „Јеремић”, а дело је академске вајарске Катарине Трипковић. Током свечаности постављања споменика, извођене су познате песме Здравковића.

Ово јесте споменик великом уметнику, пре свега песнику, текстописцу, композитору, ствараоцу, па тек онда певачу. Тома је био све то у једној особи, јединствен и непоновљив. Ово је и споменик једном времену, али и споменик супкултури тог времена, коју је Тома својим песмама и те како обележио. Ово је споменик свим женама, тамбурашима, палмама на обали мора, проклетим недељама, кафанама и разноразним судбинама које се дешавају у њима, дакле, његовим песмама.” — Расим Љајић.

Тома је симбол једног времена, једне културе и душе нашег народа, која се управо у Скадарлији на посебан начин изражава и чега су сведоци странци који дођу овде. Број заиста спонтано скупљених људи такође показује важност овог момента за културу, музику и дух српског народа, који је Тома на специфичан, себи својствен начин успео да сублимира својом уметношћу. Сигуран сам да ће његове песме живети заувек, као и сећање на њега.” — Александар Шапић.